# Шаванн, Эдуар
Эдуар Шаванн, полное имя Эмманюэль Эдуар Шаванн (фр. Emmanuel Édouard Chavannes; кит. 沙畹); (5 октября 1865, Лион — 20 января 1918, Париж) — французский археолог и синолог, профессор Коллеж де Франс (с 1893). Более всего известен как первый переводчик Сыма Цяня на французский язык (перевёл 47 глав из 130, составляющих «Исторические записки»). Перевод был в 1960-е гг. переиздан ЮНЕСКО. В число его студентов входили Поль Пеллио, Марсель Гранэ, В. М. Алексеев.
С 1903 года член французской Академии надписей (Académie des inscriptions et belles-lettres, с 1915 года её президент). С 1913 года — член-корреспондент Петербургской Академии наук.

## Биография
Родился в старинной семье, исповедовавшей протестантизм с конца XVI в. Эдуар был вторым ребёнком, чьё рождение стоило жизни его матери. Воспитывался у бабушки в Лозанне, окончил лицей в Лионе. Поступив в Высшую нормальную школу, заинтересовался Китаем. После окончания образования, был в 1889 году направлен в Пекин в качестве сотрудника дипломатической миссии без определённых обязанностей. В Пекине он в совершенстве изучил китайский язык, а также избрал предметом научного изучения Сыма Цяня — первого великого историографа Китая, заложившего жанр династической хроники. В 1890 году в одном из журналов был опубликован первый его перевод — 28-я глава «Исторических записок».
Во время отпуска во Франции, в 1890 году Шаванн женился на дочери лионского окулиста д-ра Дора. В том же году Шаванн заинтересовался археологическими памятниками эпохи Хань, обнаруженными китайскими учёными ещё в XVIII веке. 29 марта 1893 года Шаванн, ещё находясь в Пекине, был назначен заведующим кафедрой китайского языка и литературы Коллеж де Франс, став её четвёртым главой, после Абеля-Ремюза, С. Жюльена и маркиза Эрве де Сен-Дени (заведовал кафедрой в 1873—1892 годах). 28-летний профессор прочитал свою первую лекцию 5 декабря 1893 года.
В 1895 году был опубликован первый том полного перевода «Исторических записок» Сыма Цяня. Общий объём издания предполагался в 10 томов, но так и не был реализован из-за огромного разброса синологических интересов Шаванна. Всего до 1901 году вышло пять томов, за второй том в 1898 году Шаванн был удостоен премии С. Жюльена.
В том же 1895 году Шаванн сделался учёным секретарём Парижского Азиатского общества, действительным членом которого являлся с 1888 года. В 1904 году был делегатом XIV Конгресса востоковедов, проводившегося тогда в Алжире. На Конгрессе он выступил с докладом об уникальных вратах эпохи Юань (1345), сохранившихся в деревне Цзюйюн Гуань (кит. трад. 居庸關, упр. 居庸关, пиньинь Jūyōng Guān). Надпись была выполнена на санскрите, тибетском, монгольском, тангутском (Си-Ся) и китайском, буквами Пхагба-ламы.
С 1904 года — один из редакторов ведущего синологического журнала «Тун бао» (Лейден).
В начале XX в. Шаванн заинтересовался буддологией, в частности, путевыми заметками китайских паломников, направлявшихся в Индию. Шаванн был первым исследователем китайской эпиграфики, сохранившейся в культовых местах Индии. Шаванн же был пионером изучения письменных памятников Средневековья, сохранившихся в Центральной Азии. Пик исследований пришёлся на 1906—1908 годах, когда Шаванн организовал археологическую экспедицию в Китай, участвовал в которой и В. М. Алексеев, командированный в эту страну для подготовке к должности приват-доцента Петербургского университета.
В 1916 году был избран действительным членом Королевского Азиатского общества в Лондоне, благодаря исследованиям эпиграфики периода Инь, так называемых «гадательных костей». Именно Шаванн смог опознать в иньских записях некоторые топонимы и имена древних правителей, известных по труду Сыма Цяня.
Шаванн не отличался крепким здоровьем, а испытания Первой мировой войны подточили его силы. Скончался 20 января 1918 году от сильнейшего переутомления.

## Научные взгляды
В начале своего научного пути Шаванн считал, что синология не готова к изучению древней китайской мысли, так как не изучена история древнего Китая, в частности, нет переводов оригинальных источников — образцовых исторических хроник. Ставил своей целью создание целостной научной истории Китая, в том числе его идеологических течений. Впервые в синологической практике стал проводить полевые исследования в Китае с целью разведки памятников древней культуры Китая.
В области изучения религии придерживался мнения, что психология китайцев исключительно практична и направлена на блага земной жизни, но указывал и значительную роль религиозных традиций в общественных отношениях Китая. Полагал, что древняя религия Китая сохранилась без изменений до начала XX в. в форме даосизма. Буддизм не сыграл революционной роли в истории Китая, как это произошло с христианством в Европе. Предложил один из первых очерков истории даосского учения. Конфуцианство полагал основным препятствием для вестернизации Китая. Вместе с тем, рассматривал историю Китая как часть всемирной истории.

## Основные труды
- Les Mémoires historiques de Se ma Ts’ien traduits et annotés par Édouard Chavannes, Professeur au Collège de France. Publication encouragée par la Société Asiatique.
- Le Calendrier des Yn. — Journal asiatique, VIIIe sér., t. XVI, 1890, pp. 463 510.
- Nouvelle note sur la Chronologie chinoise de l’an 238 à l’an 87 av. J.-C. (Journal asiatique., IXe sér., t. X, 1897, pp. 539 544).
- Voyage des Pélerins bouddhistes. — L’itinéraire d’Ou Kong (751—790), traduit et annoté par MM. Sylvain Lévi et Édouard Chavannes. (Journal asiatique, IXe série, t. VI, 1895, pp. 341 384.)
- Voyageurs chinois chez les Khitan et les Jou tchen. (Journal asiatique, mai-juin 1897, pp 377 442 ; mai-juin 1898, pp. 361 439).
- Les Inscriptions de Wang Hiuen ts’e traduites par M. Cha¬vannes. (Journal asiatique, IXe sér., t. XV, 1900, pp. 332 341).
- Rapport annuel fait à la Société asiatique dans la séance du 10 juin 1895 par M. Édouard Chavannes. (Journal asiatique, IXe sér., t. VI, 1895, pp. 40 217).
- Notice sur Gabriel Devéria. (Journal asiatique, IXe sér., XIV, 1899, pp. 375–387).
- Note préliminaire sur l’inscription de Kiu vong koan. Première partie. Les inscriptions chinoises et mongoles, par Éd. Chavannes. (Journal asiatique, IXe sér., t. IV, 1894, pp. 354 373).
- Les Inscriptions des Ts’in. (Journal asiatique, IXe sér., t. I, 1893, pp. 473–521).
- Une inscription du royaume de Nan Tchao. (Journal asiatique, IXe sér., t. XVI , 1900, pp. 381–450.)
- Quatre Inscriptions du Yun nan (Mission du Commandant d’Ollone). (Journal asiatique, Xe sér., t. XIV, 1909, pp. 5 46).
- Note additionnelle sur l’inscription de Che tcheng (971 p. C.) — (Journal asiatique, nov. déc. 1909, pp. 511–514).
- Confucius. (Revue de Paris, 15 février 1903 , pp. 897 844.)
- Le Dieu du Sol dans l’ancienne religion chinoise.
- Les livres chinois avant l’invention du papier. Journal asiatique, Xe sér., t. V, 1905, pp. 5 77.
- Un traité manichéen retrouvé en Chine traduit et annoté par MM. Éd. Chavannes et P. Pelliot. Journal asiatique,
  - Première partie : Xe sér., t. XVIII, 1911, pp. 499 617 ;
  - Deuxième partie : XIe sér., t. I, 1913, pp. 99 394.
- Le T’ai Chan, Essai de monographie d’un Culte chinois. Appendice : Le Dieu du Sol dans la Chine antique, par Édouard Chavannes. Paris, Ernest Leroux, 1910, in 8, pp. 591.
- Le défilé de Long Men dans la province de Ho nan, par Édouard Chavannes. (Journal asiatique., IXe sér., t. XX, 1902, pp. 133 158).
- Cinq cents Contes et Apologues extraits du Tripitaka chinois et traduits en français par Edouard Chavannes… Publiés sous les auspices de la Société Asiatique. — Paris, Ernest Letroux, 1910 1911 , 3 vol. in 8.
- Quelques titres énigmatiques dans la hiérarchie ecclésiastique du Bouddhisme indien, par MM. Sylvain Lévi et Édouard Chavannes. (Journal asiatique, XIe sér., t. V, 1915, pp. 193 223).
- Les seize Arhats Protecteurs de la Loi, par Sylvain Lévi et Édouard Chavannes. (Journal asiatique., XIe sér., t. VIII, 1916, pp. 5 50 et 189 304.)
- La divination par l’écaille de tortue dans la haute antiquité chinoise d’après un livre de M. Lo Tchen yu). Journal asiatique, Xe sér., t. XVII, 1911, pp. 127–137.
- Note . une amulette avec inscription en caractères Pe se pa. (Journal asiatique., IXe sér., t. IX, 1897, pp. 148 149 et 376.)
- De l’expression des vœux dans l’art populaire chinois. (Journal asiatique, XIe sér., t. I, 1901, pp. 193 233).
- Un faux archéologique chinois, par M. Édouard Chavannes. (Journal asiatique, Xe sér., t. XI, 1908, pp. 501–510).
- Chavannes, Édouard; Petrucci, Raphaël. La peinture chinoise au musée Cernuschi en 1912 [: avril-juin]. — Bruxelles, Paris: G. Van Oest & Cie, 1914. — 100 p. — («Ars asiatica», 1).
- La peinture chinoise au Musée du Louvre // T'oung Pao. — Série II. Vol.5. — Lieide: E. J. Brill, 1904. — 672 p. — P.310-331.
- Inscriptions et pièces de chancellerie chinoises de l'époque mongole // Ibidem. — P.357-447.
- De quelques idées morales des Chinois, par Ed. Chavannes. (Asie .jr(mcaùe, Bull., avril juin 1917, pp. 85 88.)
- Sûtra prononcé par le Buddha au sujet du roi Tchan t’o yue. (Journal asiatique, Mars Avril 1917, pp. 262 266.)
- De l'expression des vœux dans l'art populaire chinois // Bulletin de l'École française d'Extrême-Orient.  1922. — Tome 22. — P.298-301.

### Современные издания
- Documents sur les Tou-kiue (Turcs) occidentaux. Édouard Chavannes. 1900. Paris, Librairie d’Amérique et d’Orient. Reprint: Taipei. Reprint: Cheng Wen Publishing Co., 1969.
- Se-Ma Ts’ien: Les mémoires historiques, Traduits et annotés par Édouard Chavannes, 6 Bände, Paris: Adrien-Maisonneuve, 1967—1969 (Collection UNESCO d’oeuvres représentatives: Série Chinoise)
- Le T’ai chan: essai de monographie d’un culte chinois: appendice Le dieu du sol dans la Chine antique, Faksimile der Ausgabe von 1910, Phénix Editions, 2000, ISBN 978-2-7458-0906-3
- Contes et Légendes du Bouddhisme Chinois, DHARMA, 1998, ISBN 978-2-86487-031-9
- Certain works and translations are available at the site of the Université du Québec à Chicoutimi